# Rete tranviaria di Halberstadt
La rete tranviaria di Halberstadt è la rete tranviaria che serve la città tedesca di Halberstadt. È composta da due linee a scartamento metrico ed elettrificate a 600 V cc.
La rete fu attivata nel 1887 ed elettrificata nel 1903.
La rete è attiva nei giorni feriali, dal lunedì al venerdì dalle ore 5.00 alle 20.00 e nei fine settimana e nei giorni festivi infrasettimanali dalle ore 5.00 alle ore 18.30.
Entrambe le linee hanno un capolinea comune presso la Stazione Ferroviaria (Hauptbahnof):
1. Hauptbahnhof - Friedhof: servizio solo Feriale
2. Sargstedter Weg - Klus - Hauptbahnhof: servizio nei fine settimana. Nei giorni feriali: Sargstedter Weg - Hauptbahnhof